# فاليريان مايكوف
فاليريان نيكولايفيتش مايكوف (الروسية: Валериа́н Никола́евич Ма́йков) هو كاتب روسي وناقد أدبي، وُلد في موسكو في 9 سبتمبر 1823 وتوفي في 27 يوليو عام 1847 في بيتيرهوف بعمر الـ24 إثرَ سكتةٍ دماغيّة أثناء السباحة. وهو ابن الرسّام نيكولاي مايكوف وشقيق الشاعر أبولون مايكوف. كان فاليريان مايكوف أحد أعضاء رابطة بيتراشيفسكي واعتُبِر خليفَة فيساريون بلنسكي في النقد، وكان أوّل من قدّم نهجاً علميّاً روسيّاً في فنّ النقد الأدبي.

## حياته
وُلِد فاليريان مايكوف، ابن الرسام نيكولاي مايكوف، في موسكو وتلقى تعليمًا منزليًا عالي الجودة، وقد علمه إيفان غونتشاروف صديق العائلة اللغة والأدب الروسيين. درس في جامعة سانت بطرسبرغ واستشهد لاحقًا بالبروفيسور فيكتور بوروشين الذي درَّس الاقتصاد السياسي باعتباره مؤثرًا رئيسيًا. في مقالته الأولى، التي أطلق عليها "الإنتاجية فيما يتعلق بتوزيع الثروة"، حلل مايكوف نظرية آدم سميث نقديًا، واقترح فكرة حصول العمال على حصص من الأرباح. وفي عام 1842 تخرج مايكوف من الجامعة وانضم إلى وزارة الزراعة الحكومية. وسرعان ما تركها بسبب سوء حالته الصحية وقضى نصف عام في ألمانيا وفرنسا وسويسرا، حيث درس على نطاق واسع الاقتصاد السياسي والفلسفة والكيمياء.
عند عودته إلى سانت بطرسبرغ، أصبح مايكوف قريبًا من رابطة بيتراشيفسكي وشارك في تجميع ما يسمى بالقاموس الجيبي للكلمات الأجنبية التي أصبحت الآن جزءًا من اللغة الروسية (1845-1846) جنبًا إلى جنب مع ن. كيريلوف وميخائيل بيتراشيفسكي نفسه. وهناك كتب بعض المقالات الرئيسية: "التحليل"، "النقد"، "المثالية"، "الدراما"، "اليوميات". حُظر قاموس كيريلوف، وهو النتيجة الأكثر وضوحًا لتأثير الثورة الفرنسية (ونظير قاموس الفلسفة لفولتير)، في أواخر أربعينيات القرن التاسع عشر وجرى إيقاف تداوله. وفي عام 1849 قال إيفان ليبراندي الذي حقق في قضية بيتراشيفسكي، إن القاموس "كان مليئًا بمثل هذه الأشياء الجريئة التي كانت أسوأ من تلك الموجودة في النسخ المكتوبة بخط اليد والتي كانت متداولة". وفي عام 1845 أصبح مايكوف محررًا مشاركًا لمجلة Finsky vestnik (الصحيفة الفنلندية)، التي أسسها فيودور ديرشاو. افتتح المجلد الأول من المجلة بمقالة مايكوف الكبيرة (غير المكتملة) بعنوان "العلوم الاجتماعية في روسيا" والتي صاغ فيها الأطروحة الرئيسية لإرثه الأدبي بالكامل: الحاجة إلى ربط العلوم والفنون بشكل عضوي بالواقع الاجتماعي. كان الجزء الثاني من المقالة تحليلاً نقديًا "للفكر التقدمي في روسيا"، مع التركيز على فيساريون بيلينسكي، لكنه حُظر وظهر لاحقًا في أجزاء متفرقة.